# 492 a.C.

## Eventos
- 72a olimpíada: Tisícrates de Crotona, vencedor do estádio pela segunda vez.[1]
- Tito Gegânio Macerino e Públio Minúcio Augurino, cônsules romanos.[2]
- Décimo-oitavo ano desde o banimento da família real: Coriolano,[Nota 1] general romano que havia tomado Coríolos dos volscos,[Nota 2] é banido de Roma. Ele se refugia com os volscos, reúne um exército e ataca Roma, sendo o segundo general romano a fazer isto, o primeiro depois de Tarquínio, o Soberbo. Ele só para o ataque diante das súplicas de sua mãe Veturia e sua esposa Volúmnia.[3][Nota 3]